# Konrad Biesalski
Konrad Alexander Theodor Biesalski (ur. 14 listopada 1868 w Ostródzie, zm. 28 stycznia 1930 w Berlinie) – niemiecki lekarz ortopeda i działacz społeczny. 

## Życiorys
Po studiach medycznych na Uniwersytecie w Halle specjalizował się w ortopedii w Berlinie. Był założycielem Deutsche Vereinigung für Krüppelfürsorge. Autor licznych prac naukowych, wydawał czasopisma „Zeitschrift für Krüppelfürsorge” i „Zeitschrift für orthopädische Chirurgie”.
Jego uczniem był Ireneusz Wierzejewski.
W 1905 w Berlinie otworzył prywatny szpital ortopedyczny dla dzieci i młodzieży Oskar-Helene-Heim.